# Granulina clandestinella
Granulina clandestinella is een slakkensoort uit de familie van de Marginellidae. De wetenschappelijke naam van de soort is voor het eerst geldig gepubliceerd in 1908 door Bavay.